# Jastrzębie (powiat bydgoski)
Jastrzębie – wieś w Polsce, położona w województwie kujawsko-pomorskim, w powiecie bydgoskim, w gminie Osielsko.
W II Rzeczypospolitej Jastrzębie było położone w województwie poznańskim, w powiecie bydgoskim. 16 października 1930 nazwę gminy Jastrzębie zmieniono na Żołędowo. W latach 1975–1998 miejscowość należała administracyjnie do województwa bydgoskiego.